# Gothenburg (Nebraska)
Gothenburg es una ciudad ubicada en el condado de Dawson en el estado estadounidense de Nebraska. En el Censo de 2010 tenía una población de 3574 habs. y una densidad poblacional de 380 hab/km². Se encuentra a orillas del río Platte, un afluente del Misuri. 

## Geografía
Gothenburg se encuentra ubicada en las coordenadas 40°55′29″N 100°9′14″O / 40.92472, -100.15389. Según la Oficina del Censo de los Estados Unidos, Gothenburg tiene una superficie total de 9.41 km², de la cual 9.3 km² corresponden a tierra firme y (1.24%) 0.12 km² es agua.

## Demografía
Según el censo de 2010, había 3574 personas residiendo en Gothenburg. La densidad de población era de 379,62 hab./km². De los 3574 habitantes, Gothenburg estaba compuesto por el 97.34% blancos, el 0.17% eran afroamericanos, el 0.28% eran amerindios, el 0.28% eran asiáticos, el 0% eran isleños del Pacífico, el 0.76% eran de otras razas y el 1.18% pertenecían a dos o más razas. Del total de la población el 4.84% eran hispanos o latinos de cualquier raza.